# Свободный выбор в народной Европе
«Свободный выбор в народной Европе» (латыш. Brīvā izvēle tautu Eiropā, BITE; латышская аббревиатура означает «пчела») — латвийская политическая партия, состояла в объединении ЗаПЧЕЛ. Основана 28 августа 2003 г. рядом членов «Равноправия», а также несогласных с выходом из ЗаПЧЕЛ бывших членов ПНС (Я. Плинер, В. Бухвалов, Т. Фейгмане) и СПЛ (Н. Кабанов, Я. Лапинскис, С. Соловьев). Бессменные лидеры — Яков Плинер и Николай Кабанов. C осени 2003 года партия стала действовать как единая с «Равноправием» организация (ЗаПЧЕЛ).
В 2007 году на IV съезде партии было принято решение о слиянии с «Равноправием».

## Внешние ссылки
- Устав партии (латыш.)